# Rösjön (Lerbäcks socken, Närke)
Rösjön är en sjö i Askersunds kommun i Närke och ingår i Motala ströms huvudavrinningsområde.